# Deciphering Me
"Deciphering Me" är den sjätte singeln av den nyzeeländska sångerskan Brooke Fraser. Singeln släpptes den 27 september 2006 som den första singeln från hennes andra studioalbum Albertine.
Låten debuterade på plats 40 på den nyzeeländska singellistan den 23 oktober 2006 och låg som bäst på plats 4 den 4 december. Den tillbringade totalt 22 veckor på listan och föll bort efter den 26 mars följande år. Nästa singel från albumet blev låten "Shadowfeet".

## Listplaceringar
| Lista (2006-2007) | Topplacering |
| ----------------- | ------------ |
| Nya Zeeland       | 4            |